# Pagoda Pizhi

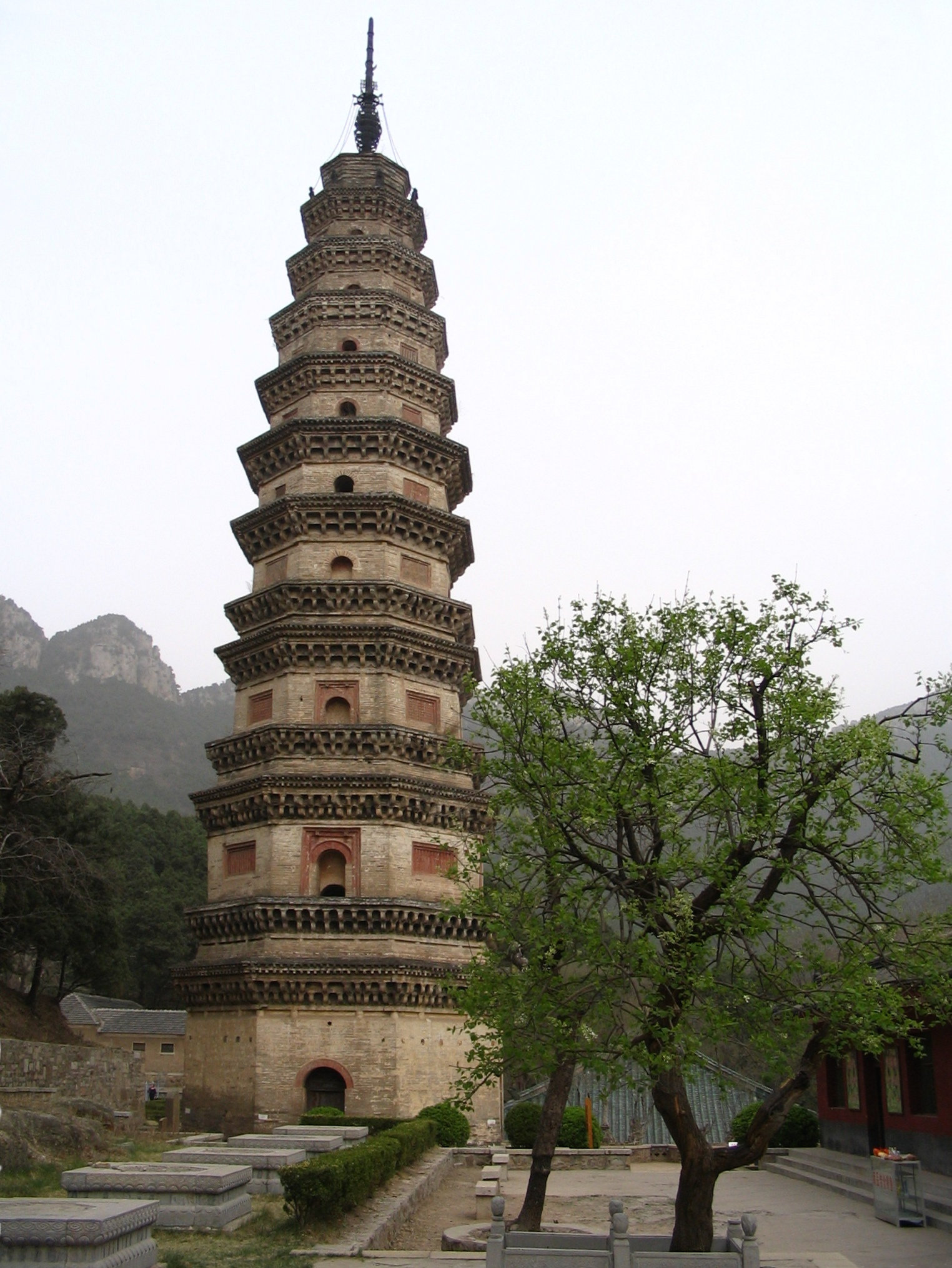
La Pagoda Pizhi, con 54 m de altura, construida en 1063.

La Pagoda Pizhi (en chino, 辟支塔; pinyin, Pìzhī Tǎ) es una pagoda china del siglo XI situada en el Templo Lingyan, Changqing, cerca de Jinan, provincia de Shandong, China. Aunque se construyó originalmente en 753, durante el reinado del Emperador Xuanzong de Tang (r. 712–756), la pagoda actual es una reconstrucción de la Dinastía Song, entre 1056 y 1063, durante los últimos años del reinado de Song Renzong (r. 1022–1063). Esta pagoda de ladrillo y piedra tiene una base octogonal y nueve plantas, con 54 m de altura.

## Etimología
La palabra china "pizhi" es una traducción de la palabra sánscrita pratyeka. El pratyeka es uno de los tipos de Buda, una personalidad solitaria que ha alcanzado la iluminación tras la muerte del Buda Gautama o Sakyamuni. Esto se alcanza mediante autoestudio y autoconocimiento sin la ayuda de profesores o guías budistas. Por tanto, la Pagoda Pizhi se construyó durante la Dinastía Song en el siglo XI dedicada a estos pratyeka, lo que es poco común entre las pagodas de China.

## Descripción

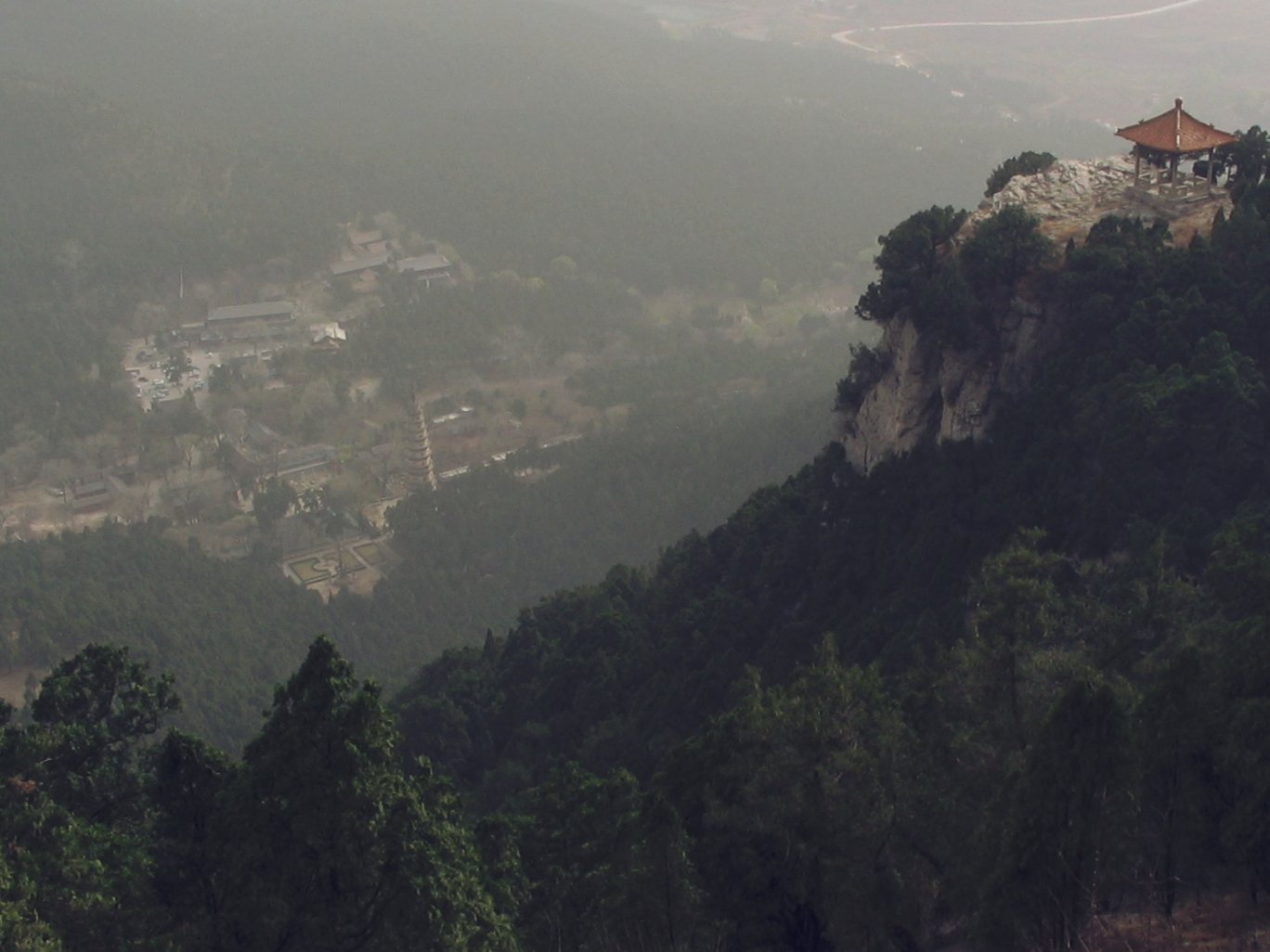
Vista del Templo Lingyan y la Pagoda Pizhi desde un acantilado del cercano Monte Tai.

La estructura principal de la pagoda es de ladrillo, aunque la fachada exterior tiene elementos de piedra tallada. En la base de la pagoda hay un pedestal de piedra tallada en cuatro lados con escenas de la vida después de la muerte budista y escenas de tortura en el infierno. Las plantas primera, segunda y tercera tienen balcones sostenidos por típicos dougong chinos. De la planta cuarta a la novena no hay balcones. La aguja de hierro que corona la pagoda se compone de un cuenco invertido, discos, un sol, una media luna y una perla. Se usan cadenas de hierro para sostener firmemente la aguja en la azotea. En las crestas de cada esquina se colocaron pequeñas estatuas de hierro de guardias celestiales, lo que se creía que mantendría a las cadenas en su lugar. Un gran pilar de ladrillo y una escalera de ladrillo lleva hasta la quinta planta, pero solo la escalera de caracol fuera de la pagoda permite subir hasta la cima, donde se sitúa la aguja. Esta configuración se ve a menudo en pagodas de piedra, pero raramente en pagodas de ladrillo.